# 栗原陵矢
栗原 陵矢（くりはら りょうや、1996年7月4日 - ）は、福井県福井市出身のプロ野球選手（内野手、外野手、捕手）。右投左打。福岡ソフトバンクホークス所属。
2021年開催の東京オリンピック 野球 金メダリスト。
妻はモデルの愛甲千笑美。

## 経歴

### プロ入り前
福井市森田小学校1年生の時に「森田ファイターズ」で野球を始めた。福井市森田中学校では「福井ブレイブボーイズ」に入団、当初は主に遊撃手としてプレーしたが、2年生時に捕手になった。3年生時にボーイズリーグの中学日本代表に選ばれ、海外遠征を経験している。
中学卒業後は、福井ブレイブボーイズ監督・南博介の母校である福井県立福井商業高等学校で同級生だった川村忠義が監督を務める福井県立春江工業高等学校に進学。
1年生時の春から正捕手、秋には4番打者になり、秋季福井県大会の決勝では敦賀気比高等学校に敗れはしたものの本塁打を打ち、北信越大会では打率.651を記録してチームは同大会初優勝。その後第43回明治神宮野球大会に出場しベスト4に入った。2年生時に第85回記念選抜高等学校野球大会に出場したが、1回戦で常葉学園菊川高等学校に敗れた。第95回全国高等学校野球選手権大会・福井大会では決勝で福井県立福井商業高等学校に敗れた。3年生時の春季福井大会では決勝の福井工業大学附属福井高等学校戦で適時打と決勝の犠牲フライを打ちチームは優勝。北信越大会に出場し準決勝で日本文理高等学校に敗れた。第96回全国高等学校野球選手権大会・福井大会では初戦となった2回戦で啓新高等学校に延長11回サヨナラ負けを喫し敗退した。高校通算26本塁打。その後、9月にタイで行われた18U野球ワールドカップの日本代表に選ばれ、主将と正捕手を務めた。
2014年10月23日に行われたプロ野球ドラフト会議で福岡ソフトバンクホークスに2位指名を受け、契約金6000万円、年俸700万円で契約合意（金額は推定）し、入団した。背番号は31。担当スカウトは山本省吾。

### ソフトバンク時代
2015年は、二軍公式戦5試合に出場した。三軍戦においては64試合に出場し、打率.270・2本塁打・23打点の成績を残す。
2016年は、二軍公式戦では捕手のほか一塁手としても出場した。二軍では前年より多い19試合に出場し、打率.306の成績だった。三軍戦では28試合に出場し、打率.359・2本塁打・16打点の成績を残す。シーズンオフの11月25日から台湾で開催された2016アジアウインターベースボールリーグのNPBウエスタン選抜に選出された。同大会では13試合に出場し、33打数7安打・3打点・1本塁打・打率.212の成績だった。
2017年は、宮崎春季キャンプでは山下斐紹・甲斐拓也・張本優大らとともに若手捕手4名がA組スタートとなり、キャンプからオープン戦にかけて開幕一軍出場選手登録を争ったが果たせなかった。しかし、ウエスタン・リーグでは37試合に出場した時点で.301と打撃が好調で、正確な送球で盗塁を阻止するなど、肩でもアピールしていた。6月11日に髙谷裕亮に代わって入団後初めて出場選手登録され、同月13日に東京ドームで行われたセ・パ交流戦・読売ジャイアンツ戦において、8回表に代打で起用され一軍公式戦初出場を果たした。7月13日のフレッシュオールスターゲーム2017（草薙球場）にウエスタン選抜として出場する。8月6日に開催されたウエスタン・リーグの広島東洋カープ戦では、ウエスタン・リーグ新記録の1イニング3盗塁刺を記録した。一軍公式戦は3試合に出場、二軍公式戦は70試合に出場し、3本塁打・21打点・打率.271だった。
2018年は、宮崎春季キャンプの練習中に左肩関節前方脱臼の怪我を負う。実戦復帰に時間がかかり、8月に入って一軍に登録される。9月にプロ初安打、10月には初めて捕手として先発出場した。オフに、20万円増の推定年俸700万円で契約を更改した。
2019年は、4月13日に対東北楽天ゴールデンイーグルス戦でプロ初打点となる決勝打をあげる。7月8日の対埼玉西武ライオンズ戦では、延長12回に佐野泰雄からサヨナラとなる犠飛を放ち乱打戦を制した。捕手だけでなく外野手にも挑戦して出番を増やし、7月23日の対千葉ロッテマリーンズ戦で田中靖洋からプロ初本塁打も打つなど打力でアピールした。オフに300万円増の推定年俸1000万円で契約を更改。
2020年は、COVID-19の感染拡大の影響で約3か月遅れとなった6月19日の開幕戦（対ロッテ・福岡PayPayドーム）には「2番・一塁手」で初めて開幕戦に先発出場した。8回裏一死二塁の4打席目に左前打を打ち一・三塁とし、続く柳田悠岐の犠飛による先制点に繋げ、続くウラディミール・バレンティンの打席中には一軍公式戦初となる二盗にも成功。9回表に1-1の同点に追いつかれた後の延長10回裏二死三塁から中前サヨナラ安打を放ち勝利に貢献した。7月25日の対北海道日本ハムファイターズ戦（福岡PayPayドーム）では1回一死満塁の打席で村田透から自身初の満塁本塁打を放った。8月11日の対オリックス・バファローズ戦（福岡PayPayドーム）には、相手先発（山本由伸）への対策・背中の張りなどを抱えている今宮健太の欠場という事情はあったものの、プロ入り初の4番を務めた。8月28日の対日本ハム戦（福岡PayPayドーム）に自身初の1試合複数本塁打（1回右翼2ラン・6回右翼ソロ）を記録。また、これによりシーズン11本となり、自身初のシーズン2桁本塁打を記録した。チーム唯一の全試合先発出場を続けていたが、9月26日（対ロッテ・ZOZOマリンスタジアム）に先発出場を外れ、出場機会もなかったため、開幕からの連続先発出場および連続出場は「84」で途切れた。最終的に規定打席に到達し、リーグ21位の打率.243に終わったが107安打を打ち、本塁打17本はリーグ7位、得点圏打率は5位の.333を記録、特に満塁の場面では11打数6安打、打率.545、15打点と勝負強さを見せた。他にも犠飛が中村晃と並びリーグ2位の6を記録するなどもあり、打点は73で柳田に次ぎリーグ4位となった。クライマックスシリーズでは、第1戦第1打席、満塁の場面で併殺打を打つなど2試合無安打に終わったが、日本シリーズでは、第1戦第1打席で巨人先発の菅野智之から先制点となる2点本塁打、6回にも菅野から追加点となる2点適時二塁打を放つなど3安打4打点の活躍、翌日の第2戦でも日本シリーズ最多タイ記録の1試合4安打を放つなど、4試合で打率.500を記録、シリーズ最高殊勲選手賞を獲得した。オフに、3400万円増の推定年俸4400万円で契約を更改した。
2021年は、3月26日のロッテとの開幕戦（福岡PayPayドーム）に「7番・右翼手」で出場した。5月8日にグラシアルが骨折したことや、主力の柳田悠岐を2番や3番にする攻撃的な打順を組むことが多かったため、6月以降はほぼ4番を任された。オールスターゲームに初めて選出され、7月17日の第2戦（楽天生命パーク宮城）では、「8番・一塁手」で先発出場するとオールスター史上初めて1試合で4ポジションを守った。シーズン途中には東京オリンピックの日本代表に選出された。8月2日の準々決勝アメリカ合衆国戦で、同点タイブレークの延長10回に代打で初出場、甲斐のサヨナラ打を呼ぶ千金の犠打を1球で決めたが、出番はこの1打席だけだった。その後、日本は8月7日のアメリカ合衆国との決勝戦に勝利し、自身初めての金メダルを獲得した。レギュラー定着2年目で143試合フル出場を果たし、247塁打はリーグ3位、77打点も5位、打率.275、21本塁打を記録、守備でも外野両翼と三塁を兼任した。シーズンオフには、背番号をこの年に現役引退した長谷川勇也が着用していた24に、守備位置を捕手から外野手に、それぞれ翌年から変更することが発表された。12月15日、3600万円増となる推定年俸8000万円で契約を更改した。
2022年は、開幕から好調で5試合を終えた3月30日時点で、2本塁打・5打点、OPS1.215という成績だった。3月30日の対ロッテ戦（ZOZOマリンスタジアム）、9回二死、左翼守備で左中間への浅い飛球を追って、中堅手の上林誠知と交錯した際に左膝を痛め、翌3月31日に登録抹消された。MRI検査を受けた結果、左膝前十字靭帯断裂、また左外側半月板損傷の疑いと診断され、4月13日に左膝関節前十字靱帯再建術および左膝関節外側半月板縫合術を受け、復帰に7～9か月かかることが球団から発表された。シーズン復帰はないままシーズンを終え、オフに1000万円減の推定年俸7000万円で契約を更改した。
2023年は、自ら志願していたチームの副キャプテンに任命された。怪我から約1年ぶりの復帰となった開幕戦の3月31日のロッテ戦（福岡PayPayドーム）では4番に入り、小島和哉から決勝打となる先制の3点本塁打を放つと、翌4月1日にはロッテ先発の種市篤暉から、2試合連続となる先制本塁打を放った。同月11日の対日本ハム戦（福岡PayPayドーム）では3-3の同点で迎えた延長10回無死満塁の打席でブライアン・ロドリゲスからサヨナラ犠飛、同月27日の対楽天戦（福岡PayPayドーム）では6回一死満塁の打席で鈴木翔天から満塁本塁打、5月4日の対オリックス戦（福岡PayPayドーム）では7-7の同点で迎えた延長11回無死一・二塁の打席で平野佳寿からサヨナラ安打を放った。27歳の誕生日を迎えた7月4日の対日本ハム戦（福岡PayPayドーム）では6回一死一塁の打席で伊藤大海から人生初のバースデー本塁打となる2点本塁打を放った。同月29日の対ロッテ戦で4回二死の打席中に左膝を痛めて途中交代。翌30日に「左膝蓋下脂肪体の炎症」で出場選手登録を抹消された。8月16日に出場選手登録されると、同月23日の対ロッテ戦（ZOZOマリンスタジアム）の4回表の打席中にファウルを放った際に右手を痛め、同回裏の守備から途中交代。翌24日に右手有鈎骨鈎の骨折で出場選手登録を抹消され、同月30日に右手有鈎骨の部分切除術を受け、そのままシーズンを終えた。12月6日、700万円減となる推定年俸6300万円で契約を更改した。
2024年からは再度守備位置の登録変更が行われ、外野手登録から内野手登録となった。開幕してからなかなか打撃の調子が上がらなかったが山川穂高、近藤健介の助言を受け5月にはようやく本来の勝負強さが戻ってきた。5月21日の楽天戦（みずほPayPayドーム福岡）では2本塁打を含む4安打6打点を記録した。5月は、打率.373、3本塁打、16打点を記録し、月間MVPを初受賞した。6月5日の中日ドラゴンズ戦（バンテリンドームナゴヤ）で9回にライデル・マルティネスから勝ち越しの適時打を放った。交流戦では4度の決勝打を打った。7月21日の西武戦（メットライフドーム）では隅田知一郎から決勝の中前適時打を放った。9月15日の対オリックス戦（京セラドーム大阪）で12回山田修義から決勝適時打を放った。9月30日のオリックス戦（みずほPayPayドーム福岡）で山下舜平大、10月4日のロッテ戦（みずほPayPayドーム福岡）で唐川侑己から決勝本塁打を放った。9、10月は打率.320、5本塁打、24打点を記録し2度目の月間MVPを受賞した。柳田が5月末に故障離脱してからは3番を全うしリーグ優勝の原動力となり、打率はリーグ5位の.273、87打点、144安打、2021年以来の20本塁打を記録、40二塁打を放ち1948年の笠原和夫が持つ球団記録に並んだ。日本ハムとのクライマックスシリーズ第1戦で5回に伊藤大海から本塁打を放った。日本シリーズにも出場した後、11月に開催されたプレミア12の日本代表メンバーに選出され、準優勝に導いた。ゴールデングラブ賞、ベストナインを初受賞した。12月20日には8700万円増の推定年俸1億5000万円で契約を更改し大台を突破した。

## 選手としての特徴
高校時代、二塁送球は1.8秒、遠投は100メートルないし110メートルを記録した。50メートル走の記録は6秒0で、1試合3盗塁を記録したこともあり、プロでは「走れる捕手」を目指したいとしている。
2021年までは捕手登録だったが、一塁、左翼、右翼を守ることのできるユーティリティープレイヤー。2021年からは三塁手にも挑戦している。打撃面では、走力と長打力を兼ね備えていることから様々な打順で起用され、2020年シーズン序盤は主に1番を務め、同年中盤には4番も経験した。2022年〜2023年は外野手登録で、2024年からは内野手登録となった。
2023年以降は、松田宣浩の退団もあり、レギュラー白紙であった三塁を守っている。

## 人物
愛称は「クリ」、「栗ちゃん」、「マロン」、「シンバ」。
好きなメジャーリーガーとしてフェルナンド・タティスJr.を挙げており、安打や本塁打を打った時に行う右手をベルト付近で水平に動かすパフォーマンスや、ナイトゲームでもアイブラックをするようになったのは、彼を真似たものであるとのこと。
東京オリンピック 野球日本代表（侍ジャパン）として金メダルを獲得した栄誉をたたえ、2021年12月13日、福井県福井市の森田郵便局前に記念のゴールドポスト（第24号）が設置された（ゴールドポストプロジェクト）。
2023年11月26日、ファンフェスティバルでモデルの愛甲千笑美と結婚したことを発表した。

## 詳細情報

### 年度別打撃成績
| 年 度     | 球 団        | 試 合 | 打 席 | 打 数 | 得 点 | 安 打 | 二 塁 打 | 三 塁 打 | 本 塁 打 | 塁 打 | 打 点 | 盗 塁 | 盗 塁 死 | 犠 打 | 犠 飛 | 四 球 | 敬 遠 | 死 球 | 三 振 | 併 殺 打 | 打 率 | 出 塁 率 | 長 打 率 | O P S |
| --------- | ------------ | ----- | ----- | ----- | ----- | ----- | -------- | -------- | -------- | ----- | ----- | ----- | -------- | ----- | ----- | ----- | ----- | ----- | ----- | -------- | ----- | -------- | -------- | ----- |
| 2017      | ソフトバンク | 3     | 3     | 3     | 0     | 0     | 0        | 0        | 0        | 0     | 0     | 0     | 0        | 0     | 0     | 0     | 0     | 0     | 1     | 0        | .000  | .000     | .000     | .000  |
| 2018      | ソフトバンク | 11    | 9     | 9     | 0     | 1     | 0        | 0        | 0        | 1     | 0     | 0     | 0        | 0     | 0     | 0     | 0     | 0     | 4     | 0        | .111  | .111     | .111     | .222  |
| 2019      | ソフトバンク | 32    | 45    | 39    | 4     | 9     | 0        | 1        | 1        | 14    | 7     | 0     | 0        | 0     | 1     | 3     | 0     | 2     | 10    | 1        | .231  | .311     | .359     | .670  |
| 2020      | ソフトバンク | 118   | 500   | 440   | 52    | 107   | 21       | 3        | 17       | 185   | 73    | 5     | 5        | 11    | 6     | 38    | 0     | 5     | 90    | 7        | .243  | .307     | .420     | .727  |
| 2021      | ソフトバンク | 143   | 596   | 531   | 71    | 146   | 32       | 3        | 21       | 247   | 77    | 7     | 2        | 3     | 7     | 53    | 1     | 2     | 90    | 9        | .275  | .339     | .465     | .804  |
| 2022      | ソフトバンク | 5     | 20    | 17    | 3     | 6     | 1        | 0        | 2        | 13    | 5     | 0     | 0        | 0     | 0     | 3     | 0     | 0     | 1     | 0        | .353  | .450     | .765     | 1.215 |
| 2023      | ソフトバンク | 96    | 387   | 352   | 24    | 84    | 14       | 0        | 13       | 137   | 49    | 0     | 1        | 1     | 2     | 48    | 0     | 4     | 81    | 6        | .239  | .301     | .389     | .690  |
| 2024      | ソフトバンク | 140   | 598   | 527   | 74    | 144   | 40       | 2        | 20       | 248   | 87    | 2     | 1        | 10    | 7     | 49    | 1     | 5     | 99    | 10       | .273  | .337     | .471     | .807  |
| 通算：8年 | 通算：8年    | 548   | 2158  | 1918  | 228   | 497   | 108      | 9        | 74       | 845   | 298   | 14    | 9        | 25    | 23    | 174   | 2     | 18    | 376   | 33       | .259  | .323     | .441     | .761  |

- 2024年度シーズン終了時
- 各年度の太字はリーグ最高

### オリンピックでの打撃成績
| 年 度 | 代 表 | 試 合 | 打 席 | 打 数 | 得 点 | 安 打 | 二 塁 打 | 三 塁 打 | 本 塁 打 | 塁 打 | 打 点 | 盗 塁 | 盗 塁 死 | 犠 打 | 犠 飛 | 四 球 | 敬 遠 | 死 球 | 三 振 | 併 殺 打 | 打 率 | 出 塁 率 | 長 打 率 | O P S |
| ----- | ----- | ----- | ----- | ----- | ----- | ----- | -------- | -------- | -------- | ----- | ----- | ----- | -------- | ----- | ----- | ----- | ----- | ----- | ----- | -------- | ----- | -------- | -------- | ----- |
| 2021  | 日本  | 1     | 1     | 0     | 0     | 0     | 0        | 0        | 0        | 0     | 0     | 0     | 0        | 1     | 0     | 0     | 0     | 0     | 0     | 0        | ----  | ----     | ----     | ----  |

### 年度別守備成績
捕手守備
| 年 度 | 球 団        | 捕手  | 捕手  | 捕手  | 捕手  | 捕手  | 捕手     | 捕手  | 捕手     | 捕手     | 捕手     | 捕手     |
| 年 度 | 球 団        | 試 合 | 刺 殺 | 補 殺 | 失 策 | 併 殺 | 守 備 率 | 捕 逸 | 企 図 数 | 許 盗 塁 | 盗 塁 刺 | 阻 止 率 |
| ----- | ------------ | ----- | ----- | ----- | ----- | ----- | -------- | ----- | -------- | -------- | -------- | -------- |
| 2017  | ソフトバンク | 3     | 5     | 0     | 0     | 0     | 1.000    | 0     | 2        | 2        | 0        | .000     |
| 2018  | ソフトバンク | 9     | 17    | 0     | 0     | 0     | 1.000    | 0     | 1        | 1        | 0        | .000     |
| 2019  | ソフトバンク | 8     | 11    | 2     | 0     | 0     | 1.000    | 1     | 1        | 0        | 1        | 1.000    |
| 2020  | ソフトバンク | 3     | 6     | 1     | 0     | 0     | 1.000    | 0     | 1        | 1        | 0        | .000     |
| 2021  | ソフトバンク | 3     | 9     | 0     | 0     | 0     | 1.000    | 0     | 1        | 1        | 0        | .000     |
| 通算  | 通算         | 26    | 48    | 3     | 0     | 0     | 1.000    | 1     | 6        | 5        | 1        | .167     |

内野守備
| 年 度 | 球 団        | 一塁  | 一塁  | 一塁  | 一塁  | 一塁  | 一塁     | 三塁  | 三塁  | 三塁  | 三塁  | 三塁  | 三塁     |
| 年 度 | 球 団        | 試 合 | 刺 殺 | 補 殺 | 失 策 | 併 殺 | 守 備 率 | 試 合 | 刺 殺 | 補 殺 | 失 策 | 併 殺 | 守 備 率 |
| ----- | ------------ | ----- | ----- | ----- | ----- | ----- | -------- | ----- | ----- | ----- | ----- | ----- | -------- |
| 2020  | ソフトバンク | 36    | 213   | 22    | 0     | 20    | 1.000    | -     | -     | -     | -     | -     | -        |
| 2021  | ソフトバンク | 27    | 51    | 3     | 0     | 5     | 1.000    | 23    | 12    | 31    | 2     | 1     | .956     |
| 2023  | ソフトバンク | -     | -     | -     | -     | -     | -        | 93    | 57    | 147   | 7     | 9     | .967     |
| 2024  | ソフトバンク | 8     | 13    | 0     | 0     | 1     | 1.000    | 139   | 76    | 231   | 8     | 18    | .975     |
| 通算  | 通算         | 71    | 277   | 25    | 0     | 26    | 1.000    | 255   | 145   | 409   | 17    | 28    | .970     |

外野守備
| 年 度 | 球 団        | 外野  | 外野  | 外野  | 外野  | 外野  | 外野     |
| 年 度 | 球 団        | 試 合 | 刺 殺 | 補 殺 | 失 策 | 併 殺 | 守 備 率 |
| ----- | ------------ | ----- | ----- | ----- | ----- | ----- | -------- |
| 2019  | ソフトバンク | 5     | 5     | 0     | 0     | 0     | 1.000    |
| 2020  | ソフトバンク | 99    | 129   | 3     | 1     | 2     | .992     |
| 2021  | ソフトバンク | 129   | 210   | 5     | 1     | 0     | .995     |
| 2022  | ソフトバンク | 5     | 9     | 0     | 0     | 0     | 1.000    |
| 通算  | 通算         | 238   | 353   | 8     | 2     | 2     | .994     |

- 2024年度シーズン終了時
- 各年度の太字はリーグ最高
- 太字年はゴールデングラブ賞受賞年

### 表彰
- ベストナイン：1回（三塁手部門：2024年）
- ゴールデングラブ賞：1回（三塁手部門：2024年）
- 日本シリーズMVP：1回（2020年[46]）
- 月間MVP：2回（打者部門：2024年5月[74]、9・10月[101]）
- 福井県栄誉賞（2021年）[102]

### 記録
初記録
- 初出場：2017年6月13日、対読売ジャイアンツ1回戦（東京ドーム）、8回表に甲斐拓也の代打で出場
- 初打席：同上、8回表に菅野智之から二塁ゴロ
- 初安打：2018年9月5日、対千葉ロッテマリーンズ16回戦（ZOZOマリンスタジアム）、6回表に唐川侑己から左前安打
- 初先発出場：2018年10月6日、対埼玉西武ライオンズ25回戦（福岡 ヤフオク!ドーム）、「9番・捕手」で先発出場
- 初打点：2019年4月13日、対東北楽天ゴールデンイーグルス2回戦（楽天生命パーク宮城）、10回表にフランク・ハーマンから中前決勝適時打
- 初本塁打：2019年7月23日、対千葉ロッテマリーンズ13回戦（福岡 ヤフオク!ドーム）、8回裏に田中靖洋から右越2ラン
- 初盗塁：2020年6月19日、対千葉ロッテマリーンズ1回戦（福岡PayPayドーム）、8回裏に二盗（投手：ジャクソン、捕手：田村龍弘）

その他の記録
- オールスターゲーム出場：3回（2021年、2023年、2024年）[注 1]

### 背番号
- 31（2015年 - 2021年）
- 24（2022年 - ）

### 登場曲
- 「Slow&Easy」平井大（2016年）
- 「手をたたけ」NICO Touches the Walls（2017年）
- 「ライオン」ベリーグッドマン（2018年）
- 「ハイライト」ベリーグッドマン（2018年 - 2020年）
- 「ドリームキャッチャー」ベリーグッドマン（2019年 - 2020年）
- 「trust」Bigfumi（2019年 - 2020年）
- 「Like I Do」Def Tech（2020年）
- 「ライトスタンド」ベリーグッドマン（2020年）
- 「Circle of life」ライオンキング劇中歌（2020年 - ）
- 「Anpanman」BTS（2021年 - ）
- 「Fly Away」Tones And I（2022年 - ）
- 「No Peace No Life feat.CHOZEN LEE from FIRE BALL」Rickie-G（2022年 - ）
- 「ケセラセラ」Mrs.GREEN APPLE（2023年6月-）

### 代表歴
- 2014年18Uアジア野球選手権大会日本代表[104]
- 2020年オリンピック野球日本代表
- 2024 WBSCプレミア12 日本代表

## 関連情報

### CM
- タマホーム（2021年3月 - ）
  - 『練習のメロディ編』（周東佑京と共演）
- 昭和建設（2025年 - ）（近藤健介と共演）
- ピザクック（2025年 - ）